# Gimnàstica als Jocs Olímpics d'estiu de 1904 - Triatló
El triatló va ser una de les proves de gimnàstica artística que es va disputar als Jocs Olímpics de Saint Louis de 1904. Aquesta és l'única vegada que s'ha disputat aquesta prova en unes Olimpíades. La competició es disputà el divendres 1 i el dissabte 2 de juliol de 1904. Hi van prendre part 119 gimnastes, 111 dels quals eren dels Estats Units, 7 d'Alemanya i 1 de Suïssa.
Els tres aparells que van emprar foren la barra fixa, les barres paral·leles i el cavall (podent escollir entre el "cavall llarg" o salt sobre cavall i el "cavall de costat" o cavall amb arcs). Cada gimnasta realitzava dues rutines obligatòries i una rutina opcional sobre cada aparell, amb les rutines obligatòries dividides entre les dues versions del cavall i la rutina de cavalls opcional en el cavall amb arcs. La puntuació màxima en cada rutina era 5, per a un màxim de 45.
Les puntuacions d'aquesta prova, junt a les de la triatló atlètica van determinar la classificació final del concurs complet.

## Medallistes
| Or             | Plata          | Bronze        |
| Adolf Spinnler | Julius Lenhart | Wilhelm Weber |

## Resultats
| Pos.   | Nom                 | Punts |
| ------ | ------------------- | ----- |
| Or     | Adolf Spinnler      | 43,39 |
| Plata  | Julius Lenhart      | 43,00 |
| Bronze | Wilhelm Weber       | 41,60 |
| 4      | Hugo Peitsch        | 41,56 |
| 5      | Otto Wiegand        | 40,82 |
| 6      | Otto Steffen        | 39,53 |
| 7      | William Andelfinger | 39,03 |
| 8      | Andreas Kempf       | 38,97 |
| 9      | Ernst Mohr          | 38,90 |
| 10     | George Eyser        | 38,70 |

| Classificació final (11–119) | Classificació final (11–119) | Classificació final (11–119) | Classificació final (11–119) |
| ---------------------------- | ---------------------------- | ---------------------------- | ---------------------------- |
| 11                           | Wilhelm Lemke                | 37,75                        |                              |
| 12                           | Anton Heida                  | 37,72                        |                              |
| 13                           | Christian Busch              | 37,62                        |                              |
| 14                           | John Bissinger               | 37,57                        |                              |
| 15                           | Charles Umbs                 | 37,49                        |                              |
| 16                           | Theodore Gross               | 37,19                        |                              |
| 17                           | Adolph Weber                 | 36,72                        |                              |
| 18                           | Otto Boehnke                 | 36,50                        |                              |
| 19                           | Philip Kassel                | 35,66                        |                              |
| 20                           | William Horschke             | 35,63                        |                              |
| 21                           | Emil Schwegler               | 35,57                        |                              |
| 22                           | John Duha                    | 35,32                        |                              |
| 23                           | George Stapf                 | 35,27                        |                              |
| 24                           | William Merz                 | 35,26                        |                              |
| 25                           | Gustav Mueller               | 35,12                        |                              |
| 26                           | Emil Rothe                   | 34,87                        |                              |
| 27                           | Harry Hansen                 | 34,20                        |                              |
| 28                           | G. Hermerrling               | 33,97                        |                              |
| 29                           | Reinhard Wagner              | 33,73                        |                              |
| 30                           | John Dellert                 | 33,71                        |                              |
| 31                           | Charles Sorum                | 33,40                        |                              |
| 32                           | Julian Schmitz               | 33,38                        |                              |
| 33                           | Max Wolf                     | 33,25                        |                              |
| 34                           | Emil Beyer                   | 33,20                        |                              |
| 35                           | Robert Herrmann              | 32,99                        |                              |
| 36                           | Lorenz Spann                 | 32,92                        |                              |
| 37                           | Fred Schmind                 | 32,90                        |                              |
| 38                           | Ragnar Berg                  | 32,85                        |                              |
| 39                           | George Mayer                 | 32,66                        |                              |
| 40                           | Andrew Neu                   | 32,61                        |                              |
| 41                           | William Traband              | 31,96                        |                              |
| 42                           | Emil Voigt                   | 31,93                        |                              |
| 43                           | P. Gussmann                  | 31,82                        |                              |
| 44                           | Rudolf Krupitzer             | 31,68                        |                              |
| 45                           | Charles Krause               | 31,61                        |                              |
| 46                           | Martin Ludwig                | 31,43                        |                              |
| 47                           | Christian Deubler            | 31,13                        |                              |
| 48                           | Frank Raad                   | 30,89                        |                              |
| 49                           | Oliver Olsen                 | 30,87                        |                              |
| 50                           | Max Hess                     | 30,79                        |                              |
| 51                           | Jacob Hertenbahn             | 30,77                        |                              |
| 52                           | Louis Kniep                  | 30,67                        |                              |
| 53                           | Edward Siegler               | 30,63                        |                              |
| 54                           | Philip Schuster              | 30,34                        |                              |
| 55                           | Robert Maysack               | 30,33                        |                              |
| 56                           | M. Bascher                   | 30,13                        |                              |
| 57                           | Alvin Kritschmann            | 30,07                        |                              |
| 58                           | Henry Koeder                 | 29,98                        |                              |
| 59                           | Edward Hennig                | 29,93                        |                              |
| 60                           | Leander Keim                 | 29,76                        |                              |
| 61                           | William Tritschler           | 29,73                        |                              |
| 62                           | Edward Tritschler            | 29,66                        |                              |
| 63                           | Frank Schicke                | 29,07                        |                              |
| 64                           | Charles Dellert              | 29,05                        |                              |
| 65                           | Henry Kraft                  | 28,70                        |                              |
| 66                           | K. Roedek                    | 28,63                        |                              |
| 67                           | Ernst Reckeweg               | 28,35                        |                              |
| 68                           | Rudolf Schrader              | 28,34                        |                              |
| 69                           | George Aschenbrener          | 27,97                        |                              |
| 69                           | K. Woerner                   | 27,97                        |                              |
| 71                           | George Mastrovich            | 27,73                        |                              |
| 71                           | John Wolf                    | 27,73                        |                              |
| 73                           | Phillip Sontag               | 27,63                        |                              |
| 74                           | Anthony Jahnke               | 27,54                        |                              |
| 75                           | M. Barry                     | 27,33                        |                              |
| 76                           | Arthur Rosenkampff           | 27,24                        |                              |
| 77                           | James Dwyer                  | 26,70                        |                              |
| 78                           | Michael Lang                 | 26,44                        |                              |
| 78                           | Oluf Landnes                 | 26,44                        |                              |
| 80                           | Henry Prinzler               | 26,41                        |                              |
| 81                           | Richard Tritschler           | 26,40                        |                              |
| 82                           | Louis Hunger                 | 26,32                        |                              |
| 83                           | Charles Schwartz             | 26,24                        |                              |
| 84                           | Otto Neimand                 | 26,14                        |                              |
| 85                           | Bergin Nilsen                | 26,05                        |                              |
| 86                           | Hy. Meyland                  | 25,54                        |                              |
| 87                           | George Schroeder             | 25,50                        |                              |
| 88                           | Harry Warnken                | 25,43                        |                              |
| 89                           | William Berewald             | 25,27                        |                              |
| 90                           | John Grieb                   | 25,21                        |                              |
| 91                           | Willard Schrader             | 24,72                        |                              |
| 92                           | Barry Chimberoff             | 24,53                        |                              |
| 93                           | P. Ritter                    | 24,29                        |                              |
| 94                           | M. Fischer                   | 24,15                        |                              |
| 95                           | Wilhelm Zabel                | 23,63                        |                              |
| 96                           | William Herzog               | 23,50                        |                              |
| 97                           | Bernard Berg                 | 23,33                        |                              |
| 98                           | August Placke                | 23,11                        |                              |
| 99                           | Arthur Sundbye               | 23,01                        |                              |
| 100                          | Max Emmerich                 | 22,85                        |                              |
| 101                          | Paul Studel                  | 22,48                        |                              |
| 102                          | Robert Reynolds              | 22,44                        |                              |
| 103                          | John Leichinger              | 22,30                        |                              |
| 104                          | Walter Real                  | 22,24                        |                              |
| 105                          | Otto Roissner                | 21,90                        |                              |
| 106                          | William Friedrich            | 21,87                        |                              |
| 107                          | Otto Feyder                  | 21,85                        |                              |
| 108                          | Clarence Kiddington          | 21,80                        |                              |
| 109                          | John Messel                  | 21,77                        |                              |
| 110                          | L. Guerner                   | 21,70                        |                              |
| 111                          | Christian Sperl              | 21,36                        |                              |
| 112                          | William Kruppinger           | 21,20                        |                              |
| 113                          | Edward Pueschell             | 21,06                        |                              |
| 114                          | Louis Rathke                 | 19,83                        |                              |
| 115                          | Otto Knerr                   | 19,47                        |                              |
| 116                          | Max Thomas                   | 19,45                        |                              |
| 117                          | Otto Thomsen                 | 18,07                        |                              |
| 118                          | J. Wassow                    | 16,96                        |                              |
| 119                          | Theodore Studler             | 13,14                        |                              |